# 中国工农红军第二方面军
中国工农红军第二方面军，简称红二方面军，与红一方面军和红四方面军并称为中国工农红军三大主力部队之一，是红军长征中唯一没有损失的部队。辖红二军团，红六军团。由贺龙任总指挥，任弼时任政治委员（后关向应）。抗日战争爆发后改编为八路军一二〇师。

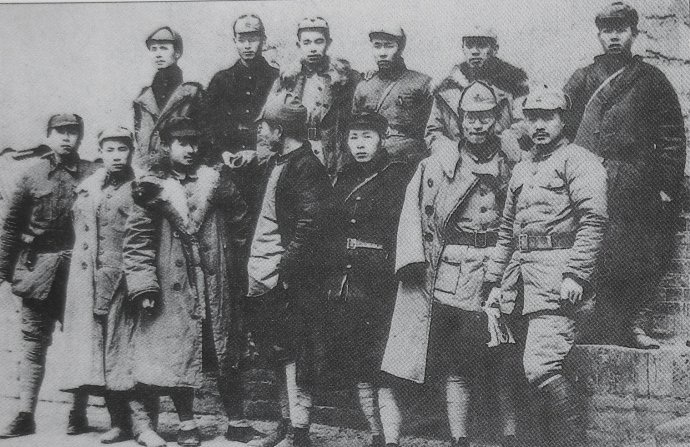
紅二軍領導人合影，下右起贺龙、朱瑞、李井泉、王震、关向应、贺炳炎、甘泗淇。后排左起张子意、刘亚球、廖汉生、朱明、陈伯钧、卢冬生

1930年7月，红二军团在湖北公安县由红四军和红六军合编而成，全军共1万余人，军长贺龙、政委周逸群（9月为邓中夏接任）。1931年3月21日，红二军团在湖北长阳改编为红三军，1932年退出洪湖地区，转至湘鄂苏区，因受中华民国政府军压迫，于1934年进入贵州东部地区。
1933年6月，红六军团合编而成，下辖红十七师和红十八师，军团长肖克，政治委员王震，参谋长李达，政治部主任张子意，军团共9700余人。1934年8月，红六军团退出湘赣苏区，突围西征，任弼时任红六军团军政委员会主席。后到达黔东地区，于1934年10月24日在贵州印江与红三军会师。
此后红三军恢复红二军团番号，组建湘鄂川黔军区，红二军团首长兼军区领导，军区下辖二六军团及其他地方部队，二军团约4400人，六军团3300人，全军共约7700人。同年11月到1935年8月，发动了湘西攻势，恢复和建设了湘鄂川黔革命根据地。部队发展到1.7万多人。1935年11月19日，1935年11月19日，贺龙、任弼时、关向应率领红二、六方面军两军团退出湘鄂川黔边界地区，进行战略转移，于1936年4月在云南丽江渡过金沙江，翻越玉龙雪山。同年7月2日到达甘孜，与红四方面军会师，总兵力约1.43万人。
7月5日，奉中央军委指示，红二、六军团与红三十二军组成红二方面军，二军团7643人，六军团4059人，三十二军2677人，总指挥贺龙、政治委员任弼时（后关向应）。旋即与红四方面军共同北上。10月22日，一、二、四方面军胜利会师于甘肃会宁。1937年8月，红二方面军整编为八路军第一二〇师，投入抗日战争。
1. ↑  . www.china.com.cn.   [2020-02-16]. （原始内容存档于2020-06-04）.